# Ulrike Tillmann
Ulrike Luise Tillmann FRS (Rhede, 12 de dezembro de 1962) é uma matemática alemã. É especialista em topologia algébrica, que contribuiu com estudos fundamentais sobre o espaço módulo de curvas algébricas. É professora titular de matemática da Universidade de Oxford e fellow do Merton College (Oxford).
Foi eleita membro da Royal Society em 2008 e fellow da American Mathematical Society em 2013.
Foi palestrante convidada do Congresso Internacional de Matemáticos em Pequim (2002: Strings and the stable cohomology of mapping class groups).